# Station Poix-Saint-Hubert
Station Poix-Saint-Hubert is een spoorwegstation langs spoorlijn 162 (Namen - Aarlen - Luxemburg) in Poix-Saint-Hubert in de gemeente Saint-Hubert. Het is nu een stopplaats.

## Treindienst
| Serie              | Treinsoort          | Route | Bijzonderheden                                                           |
| ------------------ | ------------------- | --- | ------------------------------------------------------------------------ |
| L 950              | L-trein (NMBS)      | Marloie – Poix-Saint-Hubert – Libramont                                                                                                   | Rijdt 1x/2 uur.                                                          |
| P 7610/8610        | Piekuurtrein (NMBS) | Libramont – Poix-Saint-Hubert – Ciney | Rijdt alleen op werkdagen.                                               |
| P 7620/8620RE 8600 | Piekuurtrein (NMBS) | [ Luxemburg – Virton ] / [ [ Aarlen – Virton – ] / [ Dinant – ] Libramont – [ Poix-Saint-Hubert – Ciney ] ]                               | Een rechtstreekse trein Aarlen - Libramont. Een trein Libramont - Ciney. |
| P 7670/8670        | Piekuurtrein (NMBS) | [ Namen – Sart-Bernard ] / [ Rochefort-Jemelle – [ Poix-Saint-Hubert – Libramont ] / [ Rivage – Luik-Guillemins – Luik-Sint-Lambertus ] ] | Rijdt alleen op werkdagen.                                               |

## Galerij

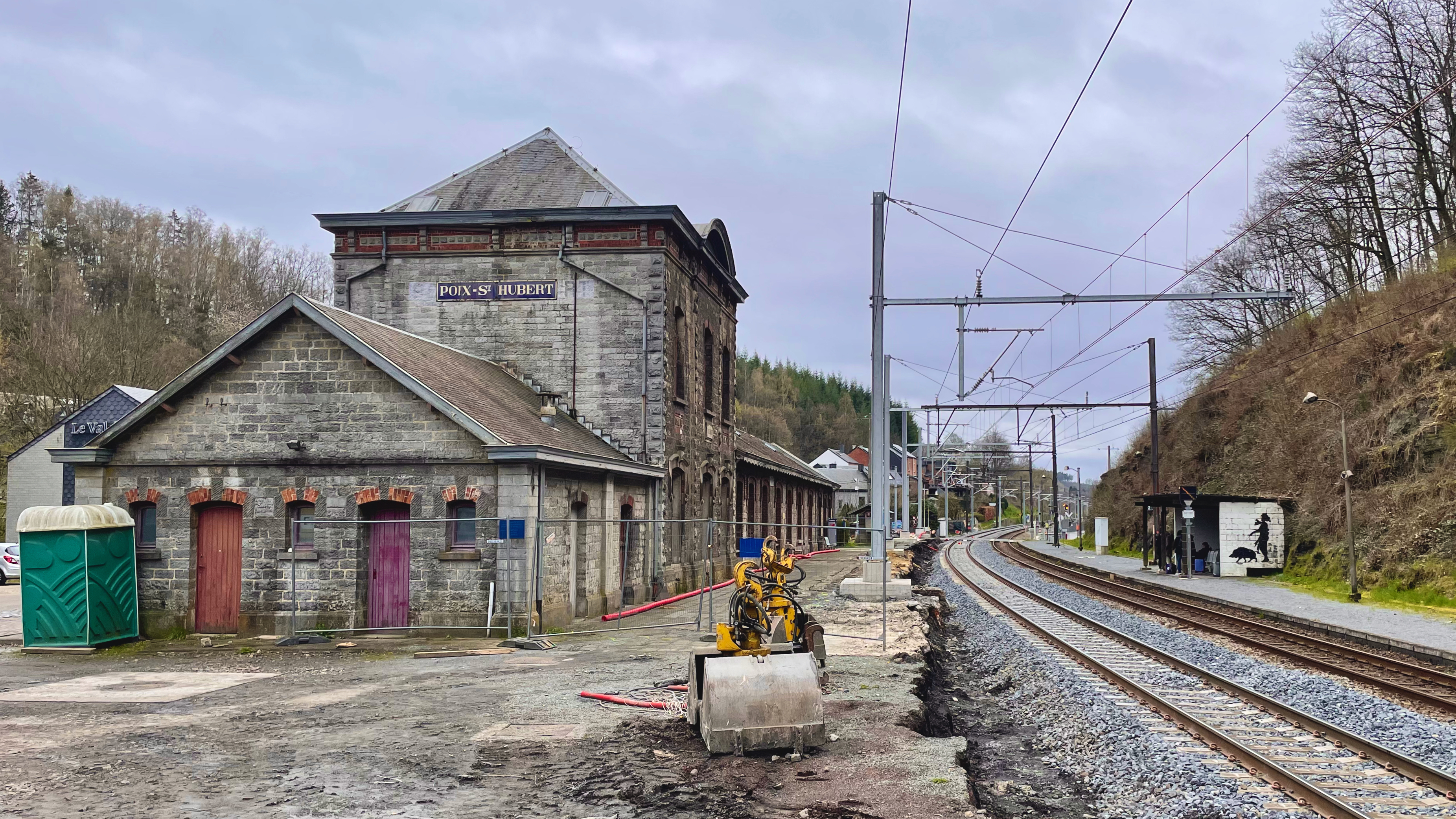
Zicht op het perron
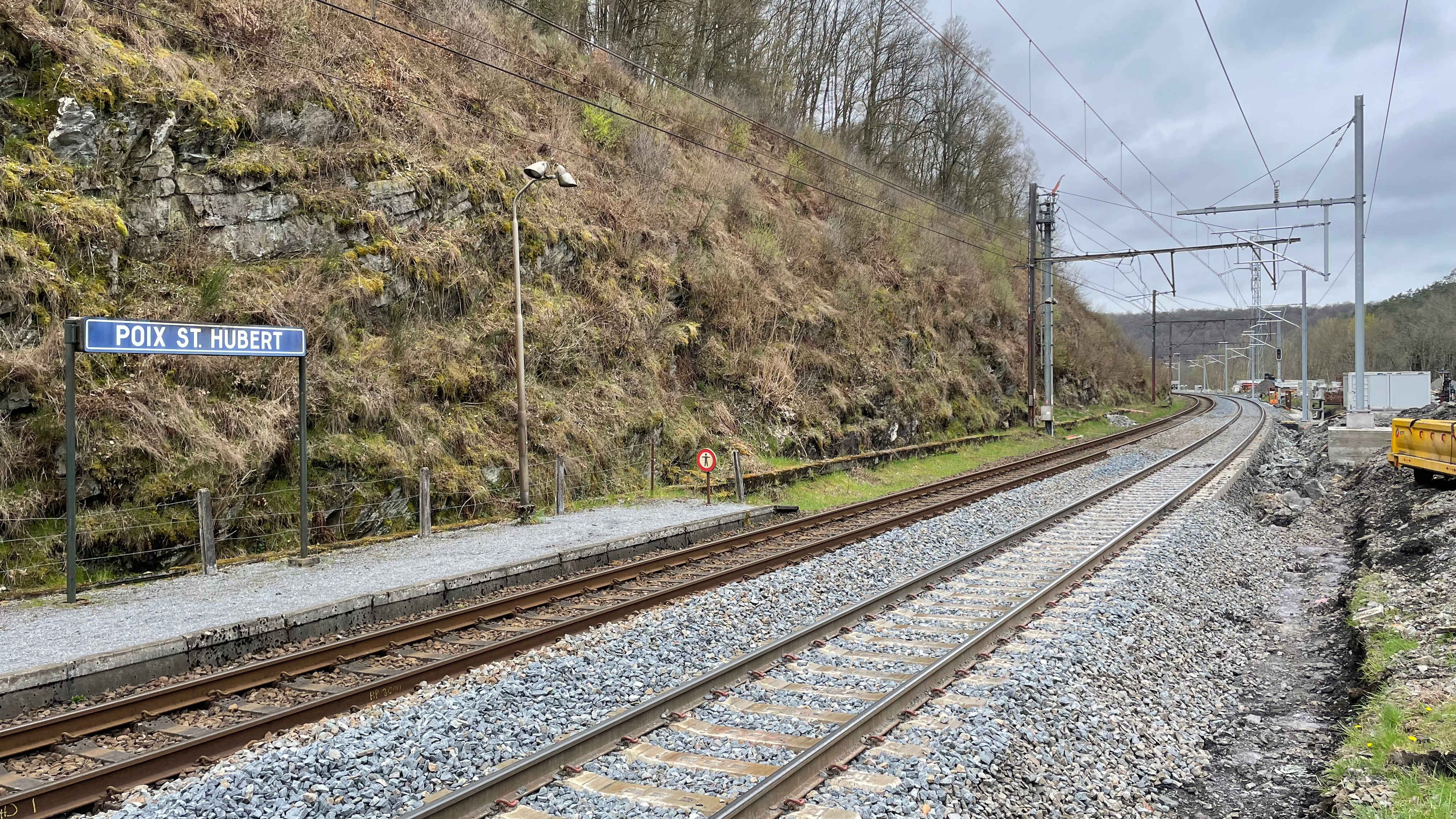
Zicht op de sporen
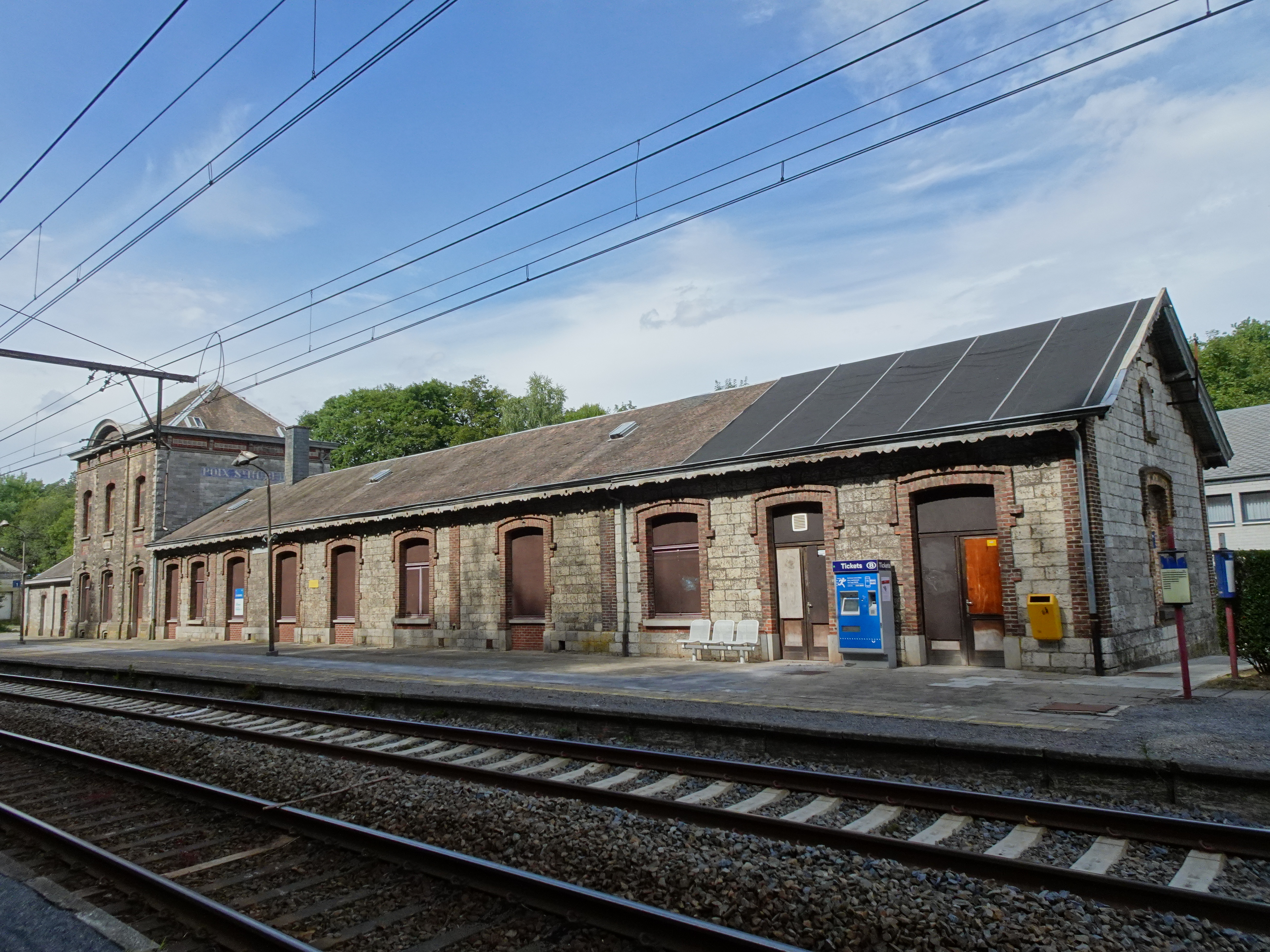
Zicht vanuit perron 2
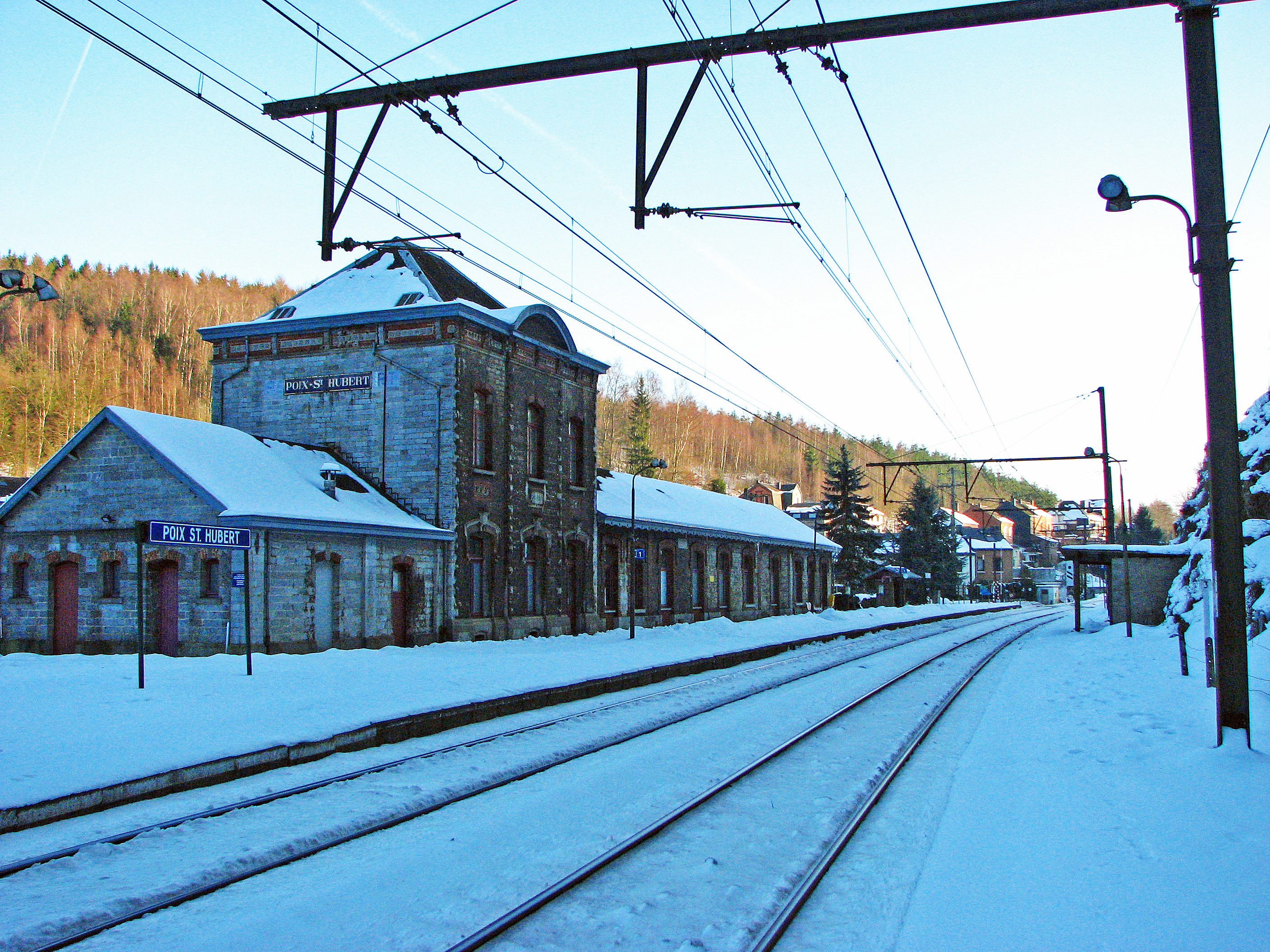
Station in de sneeuw

## Reizigerstellingen
De grafiek en tabel geven het gemiddeld aantal instappende reizigers weer op een week-, zater- en zondag.
| Tabel: aantal instappende reizigers station Poix-Saint-Hubert | Tabel: aantal instappende reizigers station Poix-Saint-Hubert | Tabel: aantal instappende reizigers station Poix-Saint-Hubert | Tabel: aantal instappende reizigers station Poix-Saint-Hubert |
|                                                               | Weekdag                                                       | Zaterdag                                                      | Zondag                                                        |
| ------------------------------------------------------------- | ------------------------------------------------------------- | ------------------------------------------------------------- | ------------------------------------------------------------- |
| 1977                                                          | 214                                                           | 87                                                            | 115                                                           |
| 1978                                                          | 199                                                           | 64                                                            | 111                                                           |
| 1979                                                          | 173                                                           | 87                                                            | 93                                                            |
| 1980                                                          | 168                                                           | 54                                                            | 126                                                           |
| 1981                                                          | 228                                                           | 186                                                           | 204                                                           |
| 1982                                                          | 151                                                           | 84                                                            | 152                                                           |
| 1983                                                          | 132                                                           | 63                                                            | 218                                                           |
| 1984                                                          | 137                                                           | 41                                                            | 108                                                           |
| 1985                                                          | 112                                                           | 46                                                            | 64                                                            |
| 1986                                                          | 75                                                            | 44                                                            | 96                                                            |
| 1987                                                          | 127                                                           | 35                                                            | 65                                                            |
| 1988                                                          | 108                                                           | 25                                                            | 118                                                           |
| 1989                                                          | 107                                                           | 48                                                            | 28                                                            |
| 1990                                                          | 87                                                            | 46                                                            | 77                                                            |
| 1991                                                          | 92                                                            | 27                                                            | 41                                                            |
| 1992                                                          | 75                                                            | 38                                                            | 42                                                            |
| 1993                                                          | 72                                                            | 15                                                            | 21                                                            |
| 1994                                                          | 79                                                            | 14                                                            | 39                                                            |
| 1995                                                          | 54                                                            | 10                                                            | 17                                                            |
| 1996                                                          | 77                                                            | 23                                                            | 75                                                            |
| 1997                                                          | 58                                                            | 16                                                            | 38                                                            |
| 1998                                                          | 46                                                            | 10                                                            | 30                                                            |
| 1999                                                          | 44                                                            | 16                                                            | 18                                                            |
| 2000                                                          | 50                                                            | 4                                                             | 16                                                            |
| 2001                                                          | 45                                                            | 6                                                             | 19                                                            |
| 2002                                                          | 43                                                            | 6                                                             | 8                                                             |
| 2003                                                          | 46                                                            | 20                                                            | 14                                                            |
| 2004                                                          | 61                                                            | 15                                                            | 20                                                            |
| 2005                                                          | 58                                                            | 16                                                            | 19                                                            |
| 2006                                                          | 56                                                            | 14                                                            | 12                                                            |
| 2007                                                          | 52                                                            | 11                                                            | 20                                                            |
| 2008                                                          | -                                                             | -                                                             | -                                                             |
| 2009                                                          | 49                                                            | 13                                                            | 14                                                            |
| 2010                                                          | -                                                             | -                                                             | -                                                             |
| 2011                                                          | -                                                             | -                                                             | -                                                             |
| 2012                                                          | 63                                                            | 7                                                             | 12                                                            |
| 2013                                                          | 73                                                            | 6                                                             | 15                                                            |
| 2014                                                          | 55                                                            | 42                                                            | 28                                                            |
| 2015                                                          | 36                                                            | 7                                                             | 15                                                            |
| 2016                                                          | 39                                                            | 16                                                            | 24                                                            |
| 2017                                                          | 25                                                            | 15                                                            | 26                                                            |
| 2018                                                          | 24                                                            | 13                                                            | 18                                                            |
| 2019                                                          | 21                                                            | 30                                                            | 37                                                            |
| 2020                                                          | 28                                                            | 9                                                             | 24                                                            |
| 2021                                                          | -                                                             | -                                                             | -                                                             |
| 2022                                                          | 58                                                            | 30                                                            | 70                                                            |
| 2023                                                          | 33                                                            | 26                                                            | 25                                                            |
| 2024                                                          | 36                                                            | 26                                                            | 30                                                            |

## Vroeger

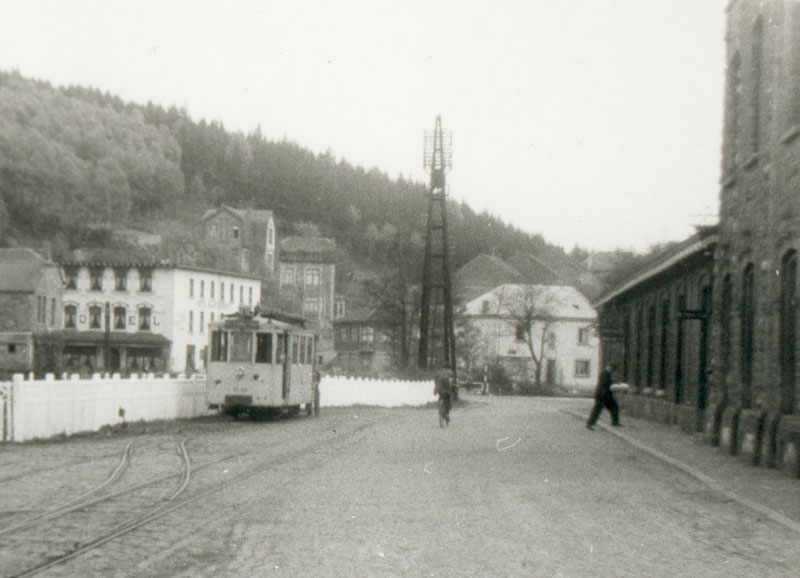
Motortram in 1951 bij het station

Was het station ook bediend door de buurtspoorlijn Bouillon - Saint-Hubert.
0,0: Namen ·
2,1: Jambes-Oost ·
5,0: Dave-Saint-Martin ·
7,8: Naninne ·
10,9: Sart-Bernard ·
14,0: Courrière ·
16,7: Assesse ·
18,3: Florée ·
20,5: Natoye ·
26,4: Braibant ·
29,0: Ciney ·
32,0: Leignon ·
32,9: Chapois ·
39,1: Haversin ·
45,8: Hogne ·
48,9: Aye ·
51,2: Marloie ·
57,6: Rochefort-Jemelle ·
60,0: Forrières ·
62,8: Lesterny ·
65,9: Grupont ·
72,1: Mirwart ·
76,2: Poix-Saint-Hubert ·
80,0: Hatrival ·
89,7: Libramont ·
94,8: Verlaine ·
98,5: Neufchâteau ·
100,4: Hamipré ·
105,0: Cousteumont ·
107,1: Lavaux ·
111,1: Mellier ·
114,8: Marbehan ·
115,9: Rulles ·
118,5: Houdemont ·
121,6: Habay ·
125,8: Hachy ·
128,0: Fouches ·
132,7: Stockem ·
134,0: Viville ·
135,8: Aarlen ·
137,6: Weyler ·
140,3: Autelbas ·
142,6: Barnich ·
145,5: Sterpenich